# Голибисово
Голибисово — деревня в Стародубском муниципальном округе Брянской области.

## География
Находится в южной части Брянской области на расстоянии приблизительно 13 км на север-северо-восток от районного центра города Стародуб.

## История
Упоминалась с середины XVII века как владение стародубского магистрата. В XVII—XVIII веках входила в 1-ю полковую сотню Стародубского полка. В середине XX века работал колхоз «Победитель». В 1859 году здесь (деревня Стародубского уезда Черниговской губернии) было учтено 20 дворов, в 1892—60. До 2020 года входила в состав Меленского сельского поселения Стародубского района до их упразднения.

## Население
Численность населения: 115 человек (1859 год), 357 (1892), 39 человек в 2002 году (русские 100 %), 19 в 2010.